# Андон Терзиовски
Андон (Дончо, Доно) Терзиовски (на гръцки: Αντώνιος Τερζής, Андониос Терзис) е гръцки революционер, деец на гръцката въоръжена пропаганда в Македония.

## Биография
Роден е в костурското село Косинец, тогава в Османската империя, днес Йеропиги, Гърция. Влиза в гръцкия комитет заедно с Васил Цеманов, Трифон Емануилов, Михаил Кършаков, Иван Гулев, П. Калинов, П. Бичов (Π. Μπίτσος), И. Ружков (Ι. Ρούζκας). Обявен е за агент от ІІІ ред. Разкрит е при залавянето на писма на Атинския централен комитет в 1906 година и разшифроването им от Атанас Палчев.
Убит е в 1907 – 1908 година като гръцки шпионин от български революционни дейци в къщата си заедно с братовчед си Ан. Гулев (Αν. Γούλιος). У Терзиовски е открита и андартска кореспонденция. Синът му Иванчо Терзиовски е гръцки андартски капитан.